# 27470 Debrabeckett
27470 Debrabeckett è un asteroide della fascia principale. Scoperto nel 2000, presenta un'orbita caratterizzata da un semiasse maggiore pari a 2,7233396 UA e da un'eccentricità di 0,1736730, inclinata di 5,01031° rispetto all'eclittica.